# 在日ホンジュラス人
在日ホンジュラス人（ざいにちホンジュラスじん）は、日本に一定期間在住するホンジュラス国籍の人々である。

## 統計
日本の法務省の在留外国人統計によると、2018年6月末時点で在日ホンジュラス人は139人である。
在留資格別（3位まで）
| 順位 | 在留資格         | 人数 |
| ---- | ---------------- | ---- |
| 1    | 永住者           | 76   |
| 2    | 日本人の配偶者等 | 28   |
| 3    | 留学             | 13   |

都道府県別（3位まで）
| 順位 | 都道府県 | 人数 |
| ---- | -------- | ---- |
| 1    | 東京     | 31   |
| 2    | 千葉     | 17   |
| 3    | 神奈川   | 10   |

## 著名人
- サウル・マルティネス